# Max Shulga
 (juillet 2025).
Si vous disposez d'ouvrages ou d'articles de référence ou si vous connaissez des sites web de qualité traitant du thème abordé ici, merci de compléter l'article en donnant les références utiles à sa vérifiabilité et en les liant à la section « Notes et références ».
Maksym "Max" Shulga, né le 25 juin 2002 à Kiev en Ukraine, est un joueur ukrainien de basket-ball évoluant aux postes de meneur et d'arrière. Il mesure 1,94 m.

## Biographie

### NBA
Max Shulga est sélectionné en cinquante-septième position par le Magic d'Orlando lors de la draft 2025 de la NBA.
Début août 2025, il signe un contrat two-way en faveur des Celtics de Boston.

## Statistiques

### Universitaires
| Saison    | Équipe     | Matchs | Titul. | Min./m | % Tir | % 3pts | % LF | Rbds/m. | Pass/m. | Int/m. | Ctr/m. | Pts/m. |
| --------- | ---------- | ------ | ------ | ------ | ----- | ------ | ---- | ------- | ------- | ------ | ------ | ------ |
| 2020-2021 | Utah State | 23     | 0      | 6.8    | .342  | .300   | .833 | 1.8     | .3      | .4     | .0     | 1.6    |
| 2021-2022 | Utah State | 32     | 2      | 13.7   | .512  | .450   | .776 | 2.1     | 1.0     | .7     | .1     | 4.4    |
| 2022-2023 | Utah State | 35     | 35     | 31.1   | .428  | .364   | .824 | 4.5     | 4.0     | .7     | .3     | 11.9   |
| 2023-2024 | VCU        | 37     | 37     | 32.8   | .446  | .415   | .876 | 4.6     | 3.6     | .9     | .3     | 14.0   |
| 2024-2025 | VCU        | 35     | 35     | 32.8   | .435  | .387   | .783 | 5.9     | 4.0     | 1.8    | .1     | 15.0   |
| Total     | Total      | 162    | 109    | 25.0   | .439  | .392   | .821 | 4.0     | 2.8     | .9     | .2     | 10.1   |

## Palmarès et distinctions individuelles

### Universitaires
- Atlantic 10 Player of the Year (2025)
- 2× First-team All-Atlantic 10 (2024, 2025)